# Fongri

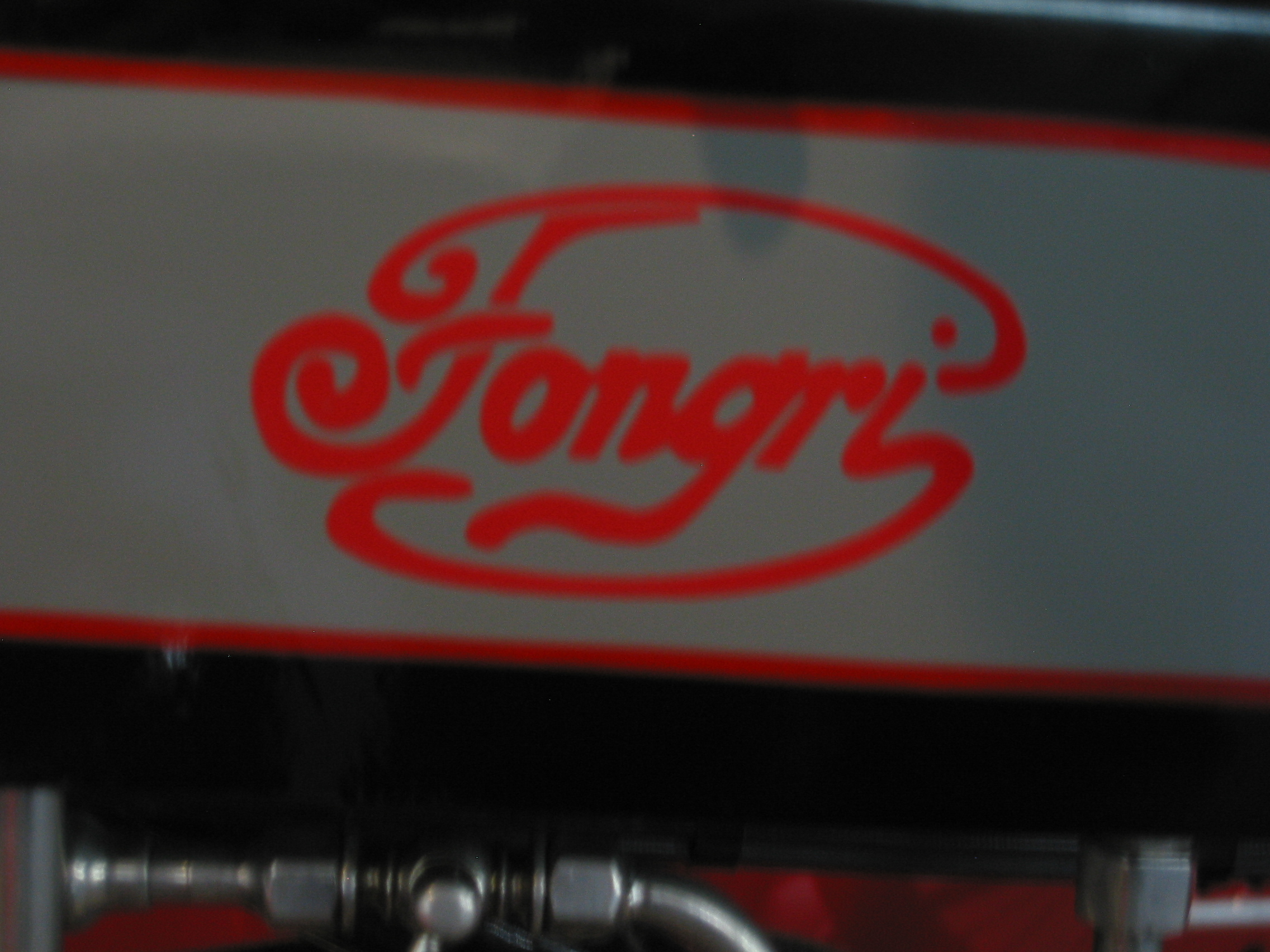
Emblem

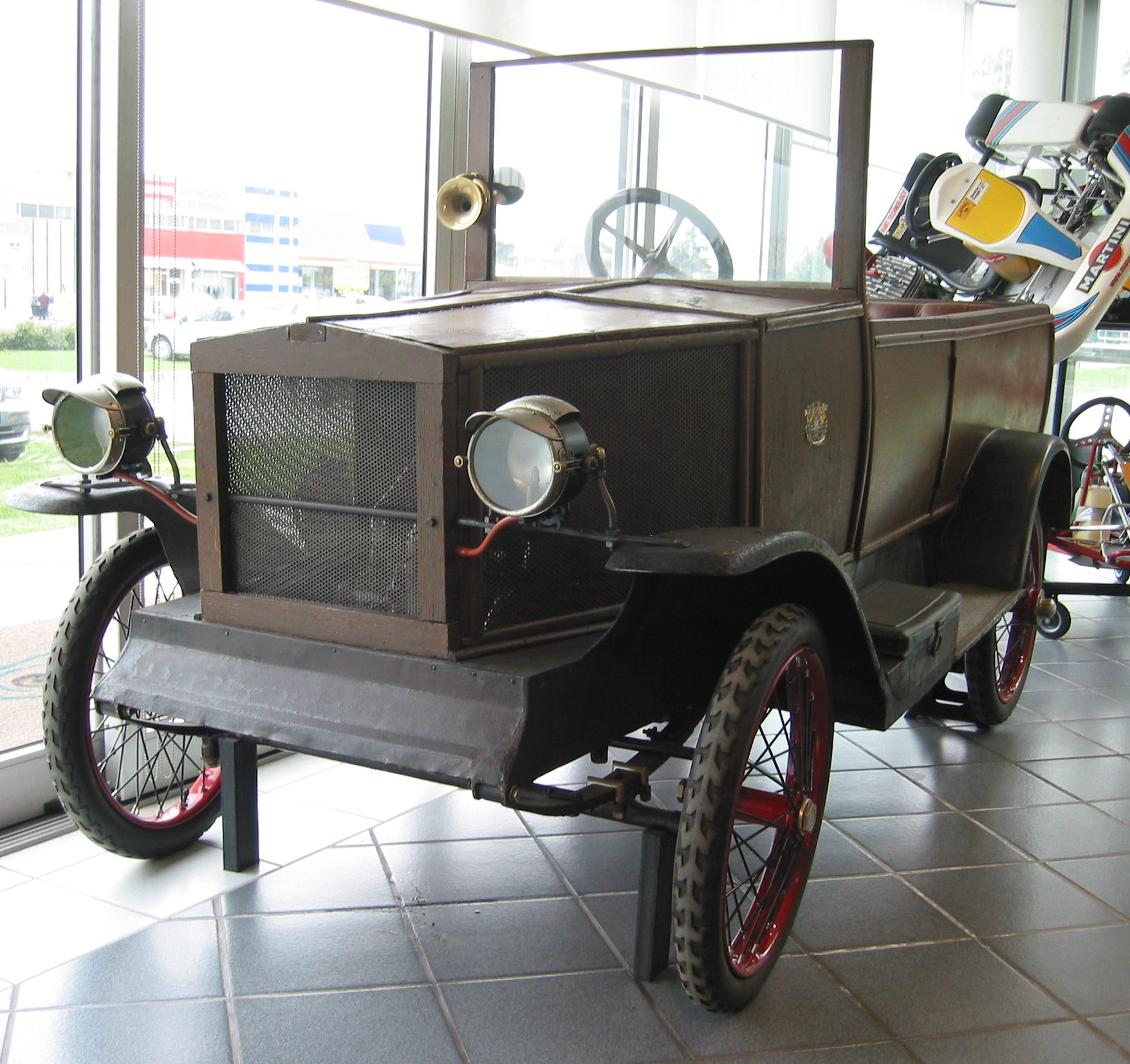
Fongri von 1919

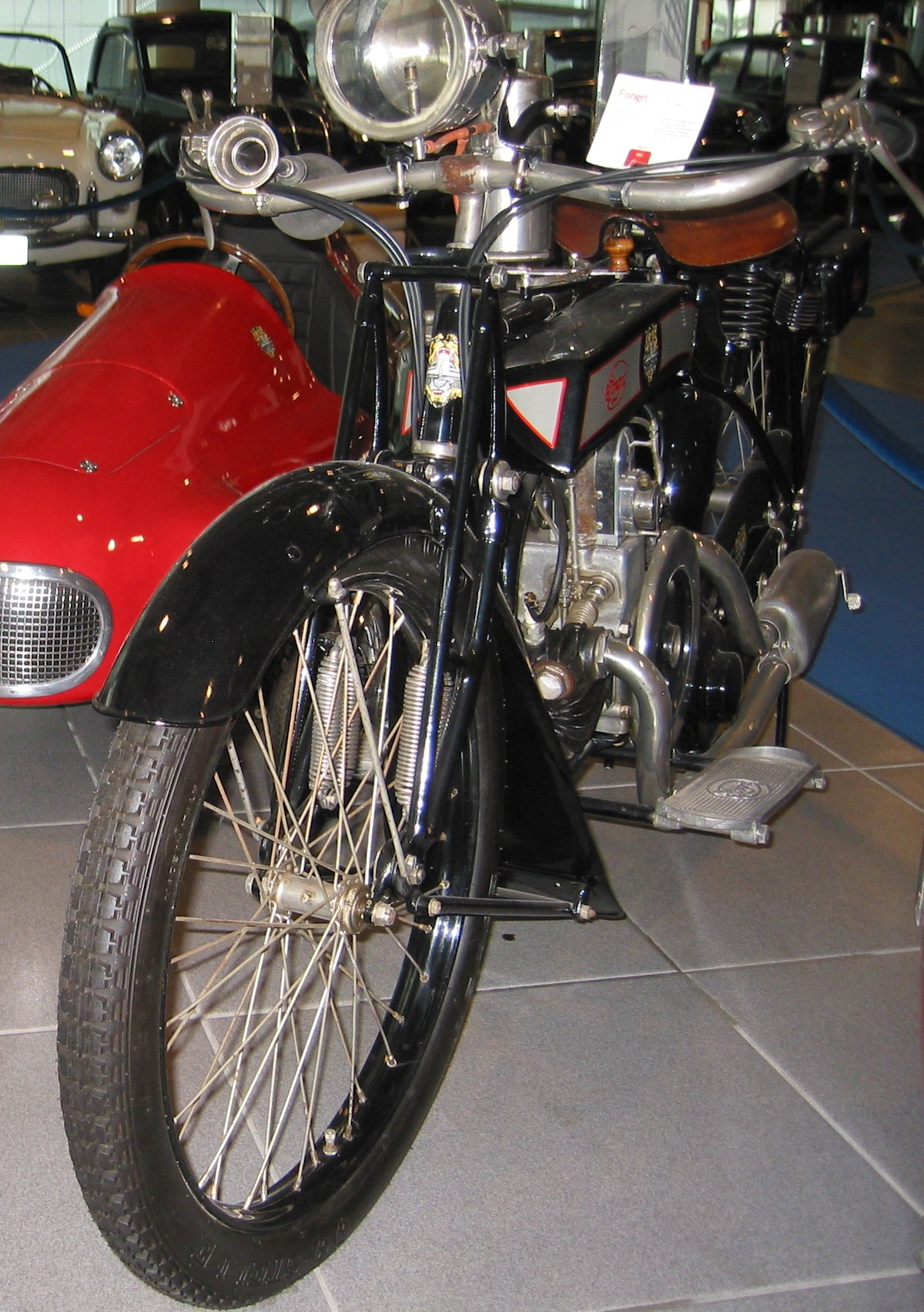
Fongri Motorrad von 1921

Fongri ist eine ehemalige italienische Auto- und Motorradmarke.

## Unternehmensgeschichte
Das Unternehmen Fontana & Grignani begann 1910 in Turin mit der Produktion von Motorrädern. 1930 wurde die Produktion eingestellt. Zwischen 1919 und 1925 wurden auch Automobile in geringer Anzahl hergestellt.

## Automobile
Das einzige Automodell war der 5 ½ HP. Er war mit einem luftgekühlten Zweizylinder-Viertaktmotor mit 577 cm³ Hubraum und 6 PS Leistung ausgestattet, der auch in den Motorrädern eingesetzt wurde. Die offene Karosserie bot Platz für zwei Personen.
Ein Fahrzeug dieser Marke ist im Automuseum Museo Nicolis in Villafranca di Verona zu besichtigen.